# DLR Kredit
DLR Kredit A/S (tidligere Dansk Landbrugs Realkreditfond, i dag ofte omtalt som blot DLR) er et dansk realkreditinstitut, der yder lån til landbrugs-og byerhvervsejendomme (private boligudlejningsejendomme, andelsboliger, kontor- og forretningsejendomme, industri- og håndværksejendomme og almene boliger) mod pant i fast ejendom.
DLR har hovedkontor i Nyropsgade 17 i København.
DLR fik i 2015 status som SIFI (Systematisk Important Financial Institution), en status der bliver tildelt finansielle virksomheder, der anses at have væsentlig betydning for samfundsøkonomien.

## DLR Kredits historie
DLR blev grundlagt i 1960 under navnet Dansk Landbrugs Realkreditfond. Oprettelsen skete på initiativ af bank- og sparekasseforeningerne (nu Finansrådet) og var et resultat af flere års forudgående overvejelser om landbrugets kreditforhold.
I 2000 blev DLR omfattet af realkreditloven og reguleret efter samme vilkår som andre realkreditinstitutter. Året efter blev DLR omdannet til aktieselskab ejet af regionale og lokale pengeinstitutter tilknyttet Provinsbankforeningen og DLR udvidede forretningen til også at tilbyde finansiering af erhvervsejendomme. I 2002 påbegyndte DLR at finansiere ejendomme i Grønland og i 2009 finansiering af ejerboliger på Færøerne.